# Vua đầu bếp: MasterChef Vietnam (mùa 2)
Vua đầu bếp: MasterChef Vietnam 2014 là mùa thứ hai của chương trình truyền hình thực tế Vua đầu bếp: MasterChef Vietnam. Đây là phiên bản của cuộc thi nấu ăn trên truyền hình MasterChef có nguồn gốc từ Anh do Công ty BHD và Đài truyền hình Việt Nam mua bản quyền và thực hiện.
Người chiến thắng của mùa này là Hoàng Minh Nhật, một nhân viên ngân hàng đến từ Hà Nội. Trong khi đó, á quân của cuộc thi là Lê Chi đến từ Canada.

## Định dạng chương trình
Hầu hết các định dạng chương trình Masterchef đều bắt nguồn từ bản Masterchef của đài BBC Anh quốc. Masterchef Việt Nam có định dạng gần giống với định dạng của Masterchef Mỹ.
- Vòng thử thách: Ngay sau vòng loại, các thí sinh sẽ tham gia vòng thử thách để chọn ra những người cuối cùng tham gia MasterChef.
- Chiếc hộp bí mật: Ở những tập có số thí sinh lẻ (có cả tập 5 gồm 12 người), các thí sinh sẽ tham gia thử thách chiếc hộp bí mật. Mỗi thí sinh nhận một chiếc hộp giống nhau bên trong có nguyên liệu nấu ăn.
- Phần loại trừ: Diễn ra sau Chiếc hộp bí mật. Người chiến thắng ở phần trước thì không phải tham gia phần này nữa. Người thua cuộc sẽ phải rời khỏi căn bếp MasterChef.
- Thử thách đồng đội: Ở những tập có số thí sinh chẵn (trừ trận chung kết còn 2 người) thì các thí sinh được chia ra làm hai đội. Đội trưởng hai đội là hai thí sinh nấu tốt ở phần trước đó. Đề bài thường là nấu một thực đơn phục vụ nhiều thực khách. Đội thắng sẽ do các thực khách bỏ phiếu. Đội thua sẽ phải vào Thử thách áp lực.
- Thử thách áp lực: Diễn ra sau Thử thách Đồng đội. Đội thua trong phần trước sẽ tham gia phần này. Có thể một số thí sinh sẽ được miễn phần này. Người thua cuộc sẽ phải rời khỏi căn bếp MasterChef.

## Ban giám khảo
Hai giám khảo Luke Nguyễn và Phạm Tuấn Hải còn được để lại từ mùa 1. Giám khảo nữ Kim Oanh, chủ chuỗi nhà hàng Wrap&Roll, thay thế cho Phan Tôn Tịnh Hải. Ngoài ra còn có giám khảo khách mời là diễn viên Tăng Thanh Hà xuất hiện ở bốn tập đầu tiên, tại những vòng sơ tuyển các loại.

## Top 12
| Thí sinh           | Sinh năm | Quê quán              | Nghề nghiệp                      | Trạng thái                   | Số lần thắng |
| ------------------ | -------- | --------------------- | -------------------------------- | ---------------------------- | ------------ |
| Hoàng Minh Nhật    | 1991     | Hà Nội                | Nhân viên ngân hàng              | Nhà vô địch ngày 25 tháng 10 | 7            |
| Lê Chi             | 1970     | Canada                | Quản lý cửa hàng trang sức       | Á quân ngày 25 tháng 10      | 4            |
| Đoàn Thị Thu Thủy  | 1970     | Thành phố Hồ Chí Minh | Giám đốc công ty xây dựng        | Loại ngày 18 tháng 10        | 6            |
| Trần Khánh Phương  | 1993     | Hà Nội                | Sinh viên                        | Loại ngày 11 tháng 10        | 4            |
| Vũ Thị Ngọc Ái     | 1972     | Hà Nội                | Giúp việc cho người nước ngoài   | Loại ngày 4 tháng 10         | 4            |
| Nguyễn Xuân Huy    | 1983     | Hà Nội                | Quản lý nhà hàng                 | Loại ngày 27 tháng 9         | 2            |
| Nguyễn Thanh Dương | 1990     | Thành phố Hồ Chí Minh | Nhân viên pha chế đồ uống        | Loại ngày 20 tháng 9         | 2            |
| Lâm Ngọc Thúy      | 1976     | Thành phố Hồ Chí Minh | Giám đốc công ty tổ chức sự kiện | Loại ngày 13 tháng 9         | 3            |
| Trần Thanh Ngân    | 1960     | Hà Nội                | Nội trợ                          | Loại ngày 6 tháng 9          | 1            |
| Trần Thanh Tùng    | 1968     | Thành phố Hồ Chí Minh | Giám đốc công ty tổ chức sự kiện | Loại ngày 30 tháng 8         | 0            |
| Nguyễn Quốc Thịnh  | 1985     | Hà Nội                | Kinh doanh tự do                 | Loại ngày 23 tháng 8         | 0            |
| Tôn Nữ Quỳnh Như   | 1990     | Thành phố Hồ Chí Minh | Chuyên viên tư vấn tài chính     | Loại ngày 16 tháng 8         | 0            |

## Bảng loại trừ
| Thứ hạng | Thí sinh     | Tập   | Tập  | Tập   | Tập   | Tập   | Tập  | Tập   | Tập   | Tập   | Tập   | Tập   | Tập   | Tập   | Tập   | Tập   | Tập   | Tập  | Tập         | Tập |
| Thứ hạng | Thí sinh     | 5     | 5    | 6     | 6     | 7     | 7    | 8     | 8     | 9     | 10    | 10    | 11    | 12    | 12    | 13    | 14    | 14   | 15          |     |
| -------- | ------------ | ----- | ---- | ----- | ----- | ----- | ---- | ----- | ----- | ----- | ----- | ----- | ----- | ----- | ----- | ----- | ----- | ---- | ----------- | --- |
| 1        | Minh Nhật    | QUA   | MIỄN | QUA   | Thắng | AL    | THẤP | QUA   | THẤP  | AL    | Thắng | QUA   | TAL   | QUA   | Thắng | Thắng | Thắng | QUA  | NHÀ VÔ ĐỊCH |     |
| 2        | Lê Chi       | QUA   | MIỄN | QUA   | QUA   | AL    | THẤP | CAO   | Thắng | Thắng | QUA   | THẤP  | Thắng | QUA   | Thắng | AL    | CAO   | QUA  | Á quân      |     |
| 3        | Thu Thủy     | THẤP  | THẤP | CAO   | Thắng | Thắng | MIỄN | QUA   | CAO   | Thắng | QUA   | Thắng | THẤP  | Thắng | THẤP  | Thắng | THẤP  | Loại |             |     |
| 4        | Khánh Phương | QUA   | MIỄN | Thắng | MIỄN  | Thắng | MIỄN | CAO   | Thắng | AL    | QUA   | QUA   | Thắng | QUA   | THẤP  | Loại  |       |      |             |     |
| 5        | Ngọc Ái      | THẤP  | MIỄN | QUA   | THẤP  | Thắng | MIỄN | QUA   | THẤP  | Thắng | QUA   | Thắng | Thắng | QUA   | Loại  |       |       |      |             |     |
| 6        | Xuân Huy     | Thắng | MIỄN | THẤP  | QUA   | TAL   | MIỄN | THẤP  | THẤP  | THẤP  | QUA   | THẤP  | Loại  |       |       |       |       |      |             |     |
| 7        | Thanh Dương  | THẤP  | TAL  | CAO   | QUA   | KAL   | MIỄN | THẤP  | THẤP  | Thắng | QUA   | Loại  |       |       |       |       |       |      |             |     |
| 8        | Ngọc Thúy    | Thắng | MIỄN | QUA   | THẤP  | Thắng | MIỄN | Thắng | MIỄN  | Loại  |       |       |       |       |       |       |       |      |             |     |
| 9        | Thanh Ngân   | THẤP  | AL   | QUA   | QUA   | Thắng | MIỄN | QUA   | Loại  |       |       |       |       |       |       |       |       |      |             |     |
| 10       | Thanh Tùng   | THẤP  | MIỄN | QUA   | CAO   | AL    | Loại |       |       |       |       |       |       |       |       |       |       |      |             |     |
| 11       | Quốc Thịnh   | QUA   | MIỄN | THẤP  | Loại  |       |      |       |       |       |       |       |       |       |       |       |       |      |             |     |
| 12       | Quỳnh Như    | THẤP  | Loại |       |       |       |      |       |       |       |       |       |       |       |       |       |       |      |             |     |

     (NHÀ VÔ ĐỊCH) Đầu bếp chiến thắng trong cuộc thi.
     (Á quân) Đầu bếp về nhì trong cuộc thi.
     (Thắng) Đầu bếp thắng trong thử thách cá nhân (Thử thách Chiếc hộp Bí ẩn, Bài thi Loại trừ)
     (Thắng) Đầu bếp là thành viên của đội thắng cuộc trong Thử thách Đồng đội và được trực tiếp đi vào vòng sau.
     (TAL) Đầu bếp chiến thắng/có món ăn ngon nhất trong Bài thi Áp Lực
     (CAO) Đầu bếp có món ăn được đánh giá cáo trong thử thách cá nhân, nhưng không chiến thắng.
     (QUA) Đầu bếp không có món ăn được đánh giá cao hay thấp trong thử thách cá nhân.
     (QUA) Đấu bếp không có món ăn được đánh giá cao hay thấp trong Thử thách Đồng đội.
     (MIỄN) Đầu bếp không phải tham gia trong phần thi này và được miễn loại.
     (MIỄN) Đấu bếp được chọn miễn loại bởi người chiến thắng thử thách trước và không phải tham gia trong phần thi này.
     (AL) Đầu bếp là thành viên của đội thua cuộc trong Thử thách Đồng đội, tham gia Bài thi Áp lực và an toàn đi tiếp.
     (KAL) Đầu bếp là thành viên của đội thua cuộc trong Thử thách Đồng đội, nhưng được miễn không phải tham gia Bài thi Áp lực.
     (THẤP) Đầu bếp có món ăn được đánh giá thấp trong thử thách cá nhân, nhưng không phải người cuối cùng được an toàn đi tiếp.
     (THẤP) Đầu bếp có món ăn được đánh giá thấp trong thử thách cá nhân, và là người cuối cùng được an toàn đi tiếp.
     (THẤP) Đầu bếp có món ăn được đánh giá thấp trong Thử thách Đồng đội, và đội của họ là đội cuối cùng được an toàn đi tiếp.
     (Loại) Đầu bếp bị loại khỏi MasterChef.

## Nội dung các tập

### Tập 1
- Tên tập: Vòng loại khu vực miền Trung và miền Nam 1
- Ngày phát sóng: 19 tháng 7 năm 2014

Giới thiệu định dạng chương trình thể lệ cuộc thi, thành phần ban giám khảo, tóm tắt các thí sinh tham gia vòng sơ loại, cách thức tuyển chọn thí sinh vòng loại.
Vòng sơ loại diễn ra ngoài trời, hàng ngàn thí sinh sẽ nấu ăn cùng lúc và sau thời gian quy định, các vị đầu bếp sẽ nếm và tuyển chọn các món ăn xuất sắc nhất để đi tiếp vào vòng loại. Thí sinh được vào vòng loại sẽ được gởi giấy báo đến tận nhà.
Thí sinh vượt qua vòng sơ loại đến với vòng loại sẽ có thời gian nấu ăn là 60 phút và sau đó có 5 phút chuẩn bị trước mặt ban giám khảo. Ban giám khảo sau khi nếm và nhận xét về món ăn của thí sinh sẽ đưa ra quyết định chọn hay không chọn thí sinh đó. Thí sinh nào nhận được trên hai sự lựa chọn của ban giám khảo sẽ được trao cho chiếc tạp dề trắng có biểu tượng của chương trình và thí sinh này được vào vòng tuyển chọn. Thí sinh chỉ nhận được 1 hay không được sự đồng ý nào của giám khảo sẽ ra về.
Hai tập đầu tiên của chương trình dược diễn ra tại Thành phố Hồ Chí Minh tuyển chọn các thí sinh ở miền Nam và miền Trung
Các thí sinh đi tiếp trong tập này: Thu Thủy, Quỳnh Như, Thanh Tùng, Ngọc Thúy

### Tập 2
- Tên tập: Vòng loại khu vực miền Trung và miền Nam 2
- Ngày phát sóng: 26 tháng 7 năm 2014

Giới thiệu định dạng chương trình thể lệ cuộc thi, thành phần ban giám khảo, tóm tắt các thí sinh tham gia vòng sơ loại, cách thức tuyển chọn thí sinh vòng loại.
Các thí sinh đi tiếp trong tập này: Trúc Ngân, Thanh Dương, Việt Vũ, Lê Chi.

### Tập 3
- Tên tập: Vòng loại khu vực miền Bắc
- Ngày phát sóng: 2 tháng 8 năm 2014

Giới thiệu định dạng chương trình thể lệ cuộc thi, thành phần ban giám khảo, tóm tắt các thí sinh tham gia vòng sơ loại, các thức tuyển chọn thí sinh vòng loại.
Các thí sinh đi tiếp trong tập này: Thanh Ngân, Minh Nhật, Quốc Thịnh, Ngọc Ái, Xuân Huy.

### Tập 4
- Ngày phát sóng: 9 tháng 8 năm 2014

Phần đầu của tập 4 là những thí sinh cuối cùng qua vòng sơ loại: Khánh Phương, Tâm Chuyên.
- Vòng thi thử thách: Sau 3 tập lựa ra được 17 ứng viên tiếp tục cuộc thi. Top 17 phải thi đấu với nhau trong một thử thách để giành lấy vị trí của mình trong Top 12, được đặt chân đến căn bếp của MasterChef Vietnam. Thử thách này là Chế biến thịt lợn, yêu cầu mỗi thí sinh nấu món ăn với nguyên liệu chính là thịt lợn. Trong quá trình thực hiện, Hoài Anh bị loại sớm vì kém vệ sinh.
Hai thí sinh Lê Chi (Thịt lợn kho và thịt roti) và Thanh Dương (Thịt lợn với sốt cà rốt nghiền) được đánh giá có món ăn xuất sắc nhất. Thanh Tùng, Ngọc Thúy, Thu Thủy, Xuân Huy, Khánh Phương, Ngọc Ái và Minh Nhật ở trong nhóm an toàn. Quốc Thịnh, Thanh Ngân và Quỳnh Như trong nhóm nguy hiểm nhưng được giữ lại. Thị Trinh, Tâm Chuyên, Việt Vũ, Trúc Ngân trong nhóm nguy hiểm và bị loại.

### Tập 5
- Ngày phát sóng: 16 tháng 8 năm 2014
- Thử thách đồng đội 1: 12 thí sinh được yêu cầu nấu một món ăn thể hiện chính mình. Tuy nhiên họ không nấu độc lập mà chia thành các đội hai người: một người hướng dẫn cho người còn lại thực hiện món ăn của mình. Người hướng dẫn không được nấu và nếm món ăn. Đội của Xuân Huy và Ngọc Thúy (Cá hồi áp chảo) giành chiến thắng ở phần thi này. Ba đội rơi vào vòng nguy hiểm. Đội thắng được quyền cứu một trong ba đội này. Ngọc Thúy đã cứu đội của chồng mình là Thanh Tùng. Bốn thí sinh ở hai đội còn lại bước vào phần thi áp lực.
- Thử thách áp lực 1: đề bài của thử thách áp lực là làm một món ăn có nguyên liệu là xoài.
- Loại trừ: Quỳnh Như.

### Tập 6
- Ngày phát sóng: 23 tháng 8 năm 2014
- Thử thách loại trừ 1: Khánh Phương là người chiến thắng phần thi trước nên không phải tham gia phần thi loại trừ và được phân cho các thí sinh nấu một trong ba món: Vịt nướng Vân Đình, Bánh đa cua Hải Phòng và Cơm cháy sốt thịt dê Ninh Bình. Minh Nhật (Vịt nướng), Thu Thủy (Cơm cháy sốt thịt dê) và Thanh Tùng (Vịt nướng) là những người nấu tốt, trong đó Minh Nhật và Thu Thủy chiến thắng, trở thành đội trưởng trong phần thi tiếp theo. Đối nghịch lại, Ngọc Thúy, Quốc Thịnh và Ngọc Ái rơi vào nhóm nguy hiểm. Món bánh đa cua của Quốc Thịnh bị đánh giá quá tệ, nước dùng kém và anh bị loại.
- Loại trừ: Quốc Thịnh

### Tập 7
- Ngày phát sóng: 30 tháng 8 năm 2014
- Thử thách đồng đội 2: Phần thi này diễn ra ở miền Tây. Các thí sinh chia thành hai đội Xanh (Thu Thủy đội trưởng) và Đỏ (Minh Nhật). Hai đội phải chuẩn bị một bữa cỗ cưới cho 37 thực khách, với ràng buộc là 3 triệu đồng tiền đi chợ tại Chợ nổi Cái Bè.
Thực đơn của đội Xanh gồm Sắt cầm hoà hợp (Chả giò bò, Chả cá thát lát), Gà tiềm ngũ quả, Lẩu cù lao và Rau câu sơn thủy. Thực đơn của đội Đỏ là Gỏi bưởi tôm thịt, Bánh hỏi thịt heo nướng, Cà ri gà, Nước chanh sả và Chè chuối sầu riêng. Chung cuộc đội Xanh có được nhiều phiếu đánh giá của thực khách hơn.
- Thử thách áp lực 2: Đội Đỏ thua cuộc ở phần thi trước nên phải thực hiện phần thi này. Cả đội được quyền thảo luận để chọn ra một thành viên không phải thi áp lực. Thanh Dương là người được đội trưởng chọn. Bốn người bước vào phần thi với nội dung là Đoán gia vị. Mỗi thí sinh ngửi (và được quan sát) một hỗn hợp gia vị và đoán các loại gia vị trong đó. Xuân Huy đoán chính xác nhất và là người tiếp theo được miễn thi áp lực. Ba người còn lại nấu một món ăn tự chọn. Cả ba đều mắc những sai lầm. Với việc nấu thịt còn sống và ướp không kĩ, Thanh Tùng là người rời khỏi cuộc chơi.
- Loại trừ: Thanh Tùng

### Tập 8
- Ngày phát sóng: 6 tháng 9 năm 2014
- Chiếc hộp bí mật 2: Nội dung từ chiếc hộp bí mật gồm cá,thịt ba rọi cùng một số gia vị là nguyên liệu để nấu một món kho. Ngọc Thuý là người chiến thắng trong phần thi này.

<*>Điều đặc biệt là trong thử thách này,BTC đã đưa những con cá rô bị hỏng vào để thách đố thí sinh.Một số thí sinh đã phát hiện ra được và đã được đổi sang cá lóc
- Thử thách loại trừ 2: Ngọc Thuý là người chiến thắng phần thi trước nên được quyết định cho các thí sinh làm một trong ba loại bánh: bánh Black Forest, bánh Opera và bánh tiramisu. Ngọc Thuý chọn bánh Opera vì nghĩ mình làm được bánh này. Tuy nhiên chị được miễn phần thi. Khánh Phương, người được đánh giá làm bánh tốt, bị các thí sinh khác hỏi về cách làm bánh trong thời gian thực hiện. Cô là người thắng phần thi này, nhận được một lò nướng của nhà tài trợ. Lê Chi là người về thứ hai. Năm người còn lại bánh đều có khuyết điểm và rơi vào nhóm nguy hiểm.
- Loại trừ: Thanh Ngân

### Tập 9
- Ngày phát sóng: 13 tháng 9 năm 2014
- Thử thách đồng đội 3: Thử thách đồng đội ở tập này là một bữa ăn với đầy đủ các món: cơm, món mặn, món xào, món canh và tráng miệng để phục vụ cho 251 suất ăn. Việc nấu nướng được thực hiện tại bếp Masterchef nhưng phục vụ tại một quán cơm xã hội với thực khách là những người có hoàn cảnh khó khăn, học sinh và sinh viên nghèo.
Hai người thắng ở phần thi trước đó là Khánh Phương (đội xanh) và Lê Chi (đội đỏ) làm đội trưởng hai đội, mỗi đội 4 người. Khánh Phương về nhất nên được chọn thành viên trước. Khánh Phương đã lựa chọn những thí sinh giỏi nấu nướng và đoàn kết, trong khi đó đội Lê Chi có những thí sinh cá tính.
Thực đơn của đội xanh là sườn cốt lết rim, su su cà rốt xào tỏi, canh cải thảo thịt gà, dưa hấu và cam. Thực đơn của đội đỏ là gà rô ti, thịt kho trứng, canh bí xanh thịt băm, chuối. Trong quá trình nấu hai đội đều gặp một số vấn đề. Đội xanh nấu cơm bị sượng nhưng đã kịp thời nấu lại. Đội đỏ không có thời gian nấu chè chuối như dự định nên nguyên liệu lấy ra không dùng, bị giám khảo đánh giá là phí phạm. Ngoài ra đội đỏ còn định lượng không tốt khi thịt gà không đủ và phải thêm thịt bò bù vào. Tuy nhiên chung cuộc đội đỏ lại nhận được nhiều phiếu của khách ăn hơn và giành chiến thắng.
- Thử thách áp lực 3: Bốn thành viên đội xanh (Khánh Phương, Ngọc Thúy, Xuân Huy, Minh Nhật) phải bước vào vòng thi áp lực. Có ba món ăn ẩn giấu để các thí sinh lựa chọn. Sau khi thí sinh chọn, giám khảo công bố là các món súp. Xuân Huy nấu súp nấm, Khánh Phương và Minh Nhật nấu súp bí và ngô, Ngọc Thúy nấu súp khoai và tỏi.
- Loại trừ: Ngọc Thúy

### Tập 10
- Ngày phát sóng: 20 tháng 9 năm 2014
- Chiếc hộp bí mật 3: Trong chiếc hộp bí mật kì này là 100 nghìn đồng cùng một nồi nước. Các thí sinh phải vào siêu thị mua nguyên liệu trong giới hạn 100 nghìn đồng đó để thực hiện một món luộc. Các món ăn được thực hiện gồm thịt (lợn, gà) và hải sản (cá, tôm, mực) luộc. Được đánh giá có nhiều kĩ năng, cuốn đẹp, thịt mềm và ngọt, thời gian luộc hợp lý, món thịt lợn luộc (cùng cà rốt và măng tây) của Minh Nhật chiến thắng phần thi này.
- Thử thách loại trừ 3: Minh Nhật được quyết định cho các thí sinh làm một trong ba loại nguyên liệu: cá chình, ba ba và cá mặt quỷ.
- Loại trừ: Thanh Dương

### Tập 11
- Ngày phát sóng: 27 tháng 9 năm 2014
- Thử thách đồng đội 4: Đề bài của thử thách ở tập này là nấu cho 51 lính cứu hoả một bữa trưa gồm ít nhất ba món: món khai vị, món chính là món nướng, món tráng miệng phải có bột mì. Việc nấu được thực hiện ở đơn vị cứu hoả quận 2, thành phố Hồ Chí Minh. Hai đội trưởng Thu Thủy (đội Xanh) và Ngọc Ái (đội Đỏ) được quyền chọn thành viên cho đội đối phương. Đội Đỏ có thực đơn là Súp rau củ, Gà nướng và Chè khoai lang. Đội Xanh cũng dự định nấu gà nướng. Tuy nhiên đội Đỏ nhanh chân lấy hết thịt gà trong kho nguyên liệu nên đội Xanh phải chuyển sang món bò. Thực đơn của đội Xanh là Salad dầu giấm, Bò bít tết sốt nấm và Bánh bông lan cuộn. Hai đội tỏ ra ngang sức. Kết quả đội Đỏ thắng phần thi này khi chỉ hơn đội Xanh sít sao 1 phiếu.
- Thử thách áp lực 4: Đội Xanh bước vào phần thi áp lực, với đề bài là món Cuốn chả mực nướng mía, trên nền tảng món cuốn, lấy cảm hứng từ món chạo tôm của Huế. Thu Thủy chủ quan nên pha bột loãng và bánh cuốn bị hỏng. Xuân Huy làm bánh cuốn tốt, tuy nhiên chả mực quá khô và trộn nhiều giò sống mà không có hành nên bị hôi. Minh Nhật làm tốt nhất trong ba người và là người đầu tiên an toàn.
- Loại trừ: Xuân Huy

### Tập 12
- Ngày phát sóng: 4 tháng 10 năm 2014
- Chiếc hộp bí mật 4: Đầu cuộc thi các thí sinh nhận được thư của gia đình trong chiếc hộp bí mật. Yêu cầu của phần thi này là nấu một món ăn mà người thân muốn ăn. Các món ăn đều nhận được những lời khen của ban giám khảo. Người thắng phần thi này là Thu Thủy (Cánh gà chiên với xôi lá dứa).
- Thử thách loại trừ 4: Các thí sinh phải thực hiện một món ăn Pháp là Confit cá hồi do giám khảo Luke Nguyễn chế biến. Thu Thủy có lợi thế được tìm hiểu về món ăn trong hai phút. Món này nhìn bên ngoài còn sống nhưng thực tế cả miếng cá đã chín. Một số thí sinh phạm phải sai lầm là để lửa quá to làm cá chín quá nên không giữ được màu sắc bên ngoài. Chỉ có mình Lê Chi được đánh giá nấu món cá ngon và đúng cách. Khánh Phương chủ quan nấu cả ba miếng cá một lúc và nấu quá chín. Ngọc Ái không biết làm món này nên phải quan sát cách làm của các thí sinh khác để làm theo, làm giám khảo đánh giá thiếu chủ động, món cá còn sống và còn quá tanh. Lê Chi là người thắng phần thi này và cùng Minh Nhật làm đội trưởng ở phần thi đồng đội tiếp theo.
- Loại trừ: Ngọc Ái

### Tập 13
- Ngày phát sóng: 11 tháng 10 năm 2014
- Thử thách đồng đội 5: Đây là thử thách đồng đội cuối cùng của cuộc thi này. Lê Chi (đội Đỏ) được chọn người trước và chị chọn Khánh Phương. Minh Nhật cùng Thu Thủy ở đội Xanh. Đề bài phần thi này là nấu ăn theo tiêu chuẩn nhà hàng cho 35 thực khách là những nghệ sĩ, doanh nhân... Thực đơn phần thi này là của Christine Hà: khai vị súp rau lạnh, món chính cừu nướng và đậu cô ve, món tráng miệng bánh mì nướng sốt kem.
- Thử thách áp lực 5: Các thí sinh phải làm một món chay.
- Loại trừ: Khánh Phương

### Tập 14
- Ngày phát sóng: 18 tháng 10 năm 2014
- Thử thách sáng tạo : Kết thúc vòng thi thứ nhất, Minh Nhật là người có món ngon nhất,Lê chi ngon thứ nhì còn Thu Thủy ngon thứ ba. Chính vì vậy, trong vòng thi này có ba loại nguyên liệu là thịt bê, cá bóng mú và hải sâm. Minh Nhật chọn cho mình thịt bê và nấu món thịt bê cuộn phô mai, Lê Chi chọn cho mình cá bóng mú nghệ và làm món cá áp chảo ăn kèm với khoai tây nghiền. Thu Thủy may mắn có cho mình loại nguyên liệu thân quen thuộc là hải sâm và làm món hải sâm xào nấm đông cô nhưng cô lại có khâu sơ chế nguyên liệu sai. Hải sâm luộc chưa kĩ nên cô phải chia tay cuộc thi trong tiếc nuối.
- Loại trừ: Thu Thủy

### Tập 15
- Ngày phát sóng: 25 tháng 10 năm 2014
- Thử thách chung kết: 2 thí sinh thi đấu ở thử thách cuối cùng của Vua đầu bếp là Minh Nhật và Lê Chi. Mỗi người sẽ có 150 phút để thực hiện 1 thực đơn hoàn chỉnh gồm 3 món (món khai vị, món chính, món tráng miệng) do chính mình lên ý tưởng.

Món khai vị: Gan ngỗng áp chảo (Minh Nhật), Súp nghêu (Lê Chi)
Món chính: Thỏ confit (Minh Nhật), Cá sốt chua ngọt (Lê Chi)
Món tráng miệng: Lê nấu rượu vang đỏ (Minh Nhật), Bánh crepe nhân sầu riêng và xoài (Lê Chi)
- Kết quả chung cuộc: Minh Nhật là người chiến thắng, trở thành Quán quân Vua đầu bếp Việt Nam mùa 2. Lê Chi giành ngôi vị Á quân.